# 都府樓前站
都府樓前站（日语：／ Tofurō-Mae eki */?）是位於福岡縣太宰府市通古賀三丁目，西日本鐵道（西鐵）的天神大牟田線車站。此站設有副站名「令和之里」。車站編號為T12。

## 歷史
- 1924年（大正13年）4月12日 - 車站啟用。
- 1960年（昭和35年） - 車站大樓翻新。
- 1990年（平成2年） － 車站大樓翻新。新車站大樓設有東西兩處入口，同時站內平交道廢止。
- 2008年（平成20年）5月18日 - 此站開始可以使用IC卡nimoca。
- 2017年（平成29年）2月1日 - 此站引入車站編號[2]。
- 2019年（令和元年）10月22日 - 引入副站名「令和之里」[1]。

## 車站構造

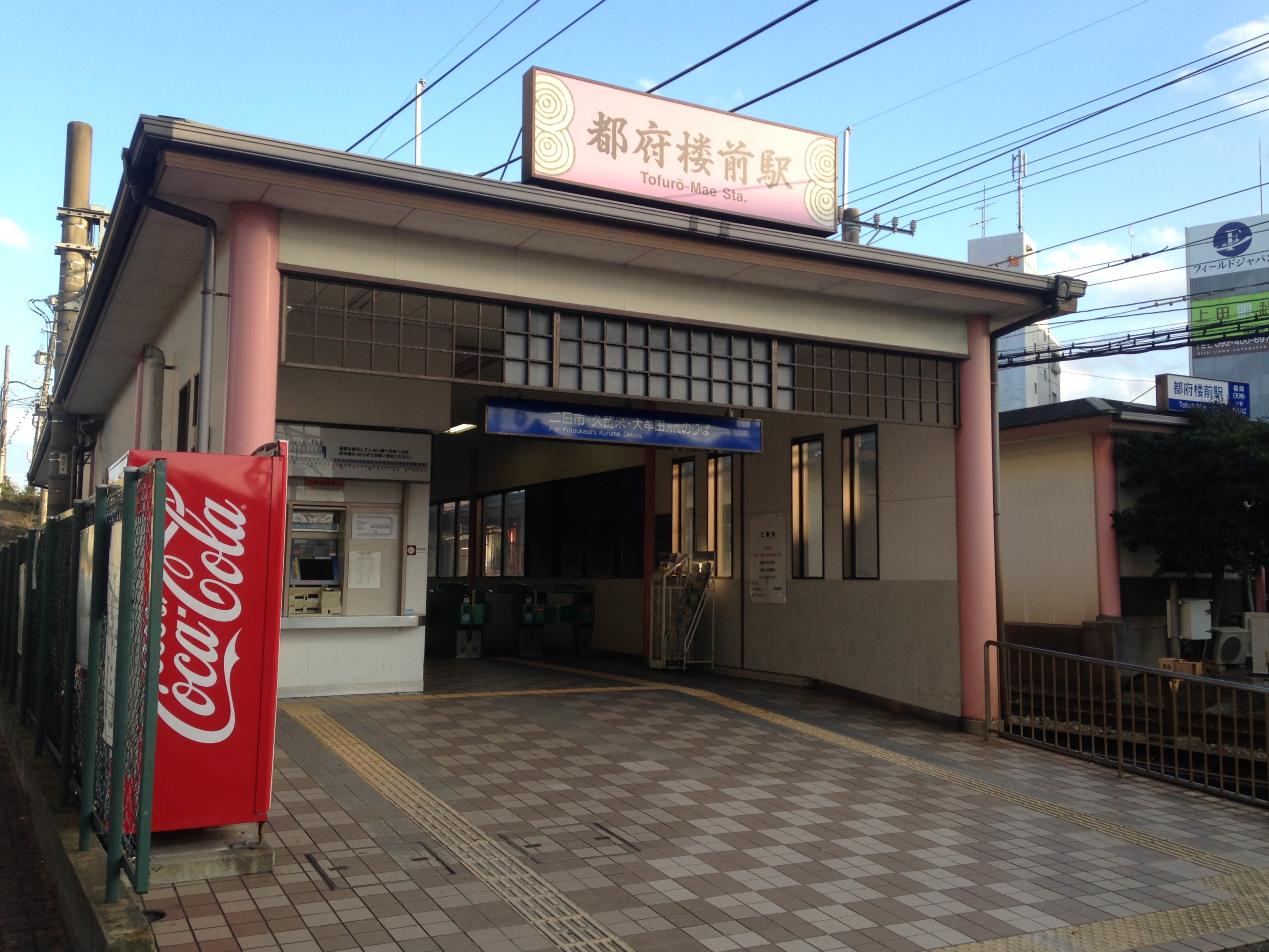
往大牟田方向的入口(2016年10月)

車站是一座地面車站，設有2面2線的相對式月台。此站是有人車站，設有自動售票機、自動閘機。
車站大樓與閘口分別位於大牟田方向和福岡方向兩處。閘內不可前往對面方向。

### 月台
| 月台 | 路線          | 上下行 | 方向                       |
| ---- | ------------- | ------ | -------------------------- |
| 1    | ●天神大牟田線 | 下行   | 久留米、大牟田、太宰府方向 |
| 2    | ●天神大牟田線 | 上行   | 福岡（天神）方向           |

## 使用狀況
在2019年度，1日平均上下車人次為7,163人。在西鐵車站中排名第20位。
以下為各年度1日平均乘車和上下車人次列表。
| 年度   | 1日平均 乘車人次 | 1日平均 上下車人次 |
| ------ | ---------------- | ------------------ |
| 1996年 | 3,707            | 7,367              |
| 1997年 | 3,715            | 7,364              |
| 1998年 | 3,641            | 7,184              |
| 1999年 | 3,563            | 7,022              |
| 2000年 | 3,501            | 6,893              |
| 2001年 | 3,359            | 6,633              |
| 2002年 | 3,323            | 6,490              |
| 2003年 | 3,284            | 6,443              |
| 2004年 | 3,159            | 6,252              |
| 2005年 | 3,118            | 6,230              |
| 2006年 | 3,142            | 6,318              |
| 2007年 | 3,082            | 6,191              |
| 2008年 | 3,055            | 6,167              |
| 2009年 | 3,049            | 6,137              |
| 2010年 | 3,055            | 6,156              |
| 2011年 | 3,104            | 6,262              |
| 2012年 | 3,134            | 6,295              |
| 2013年 | 3,219            | 6,444              |
| 2014年 | 3,162            | 6,376              |
| 2015年 | 3,227            | 6,541              |
| 2016年 | 3,301            | 6,635              |
| 2017年 | 3,403            | 6,847              |
| 2018年 | 3,455            | 6,944              |
| 2019年 |                  | 7,163              |

## 車站周邊

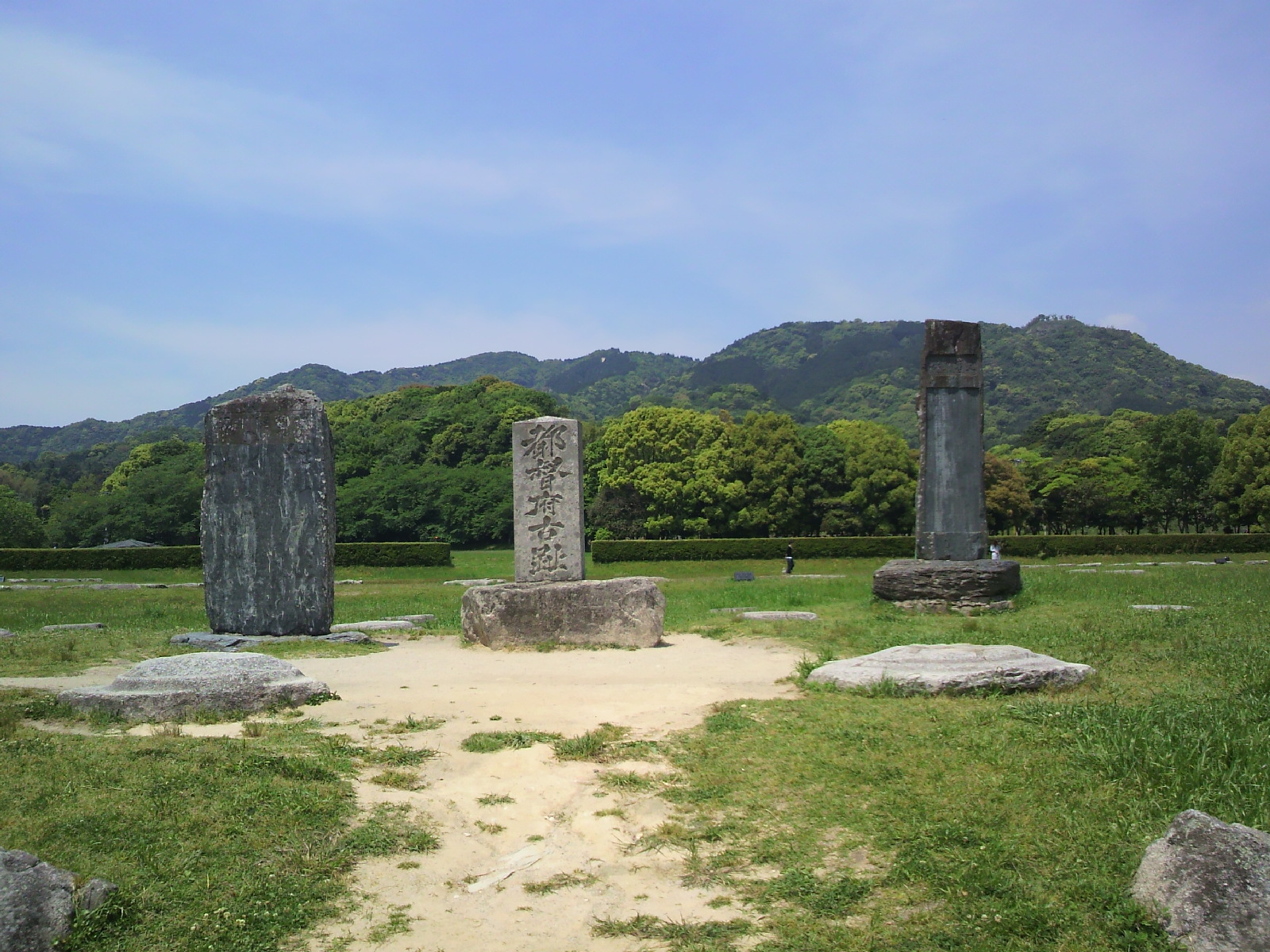
車站附近正殿蹟（都府樓蹟石碑)

久留米、大牟田方向（下行線）車站大樓對出設有國道3號（地面部分），該國道與天神大牟田線並行，車站大樓南邊設有縣道112號跨越月台。同時也有國道3號（關屋高架橋），成為雙重高架橋。
此站對出設有太宰府市社區巴士「真秀場號」，每次乘車車費100日圓。
JR都府樓南站與此站相距800米，兩者之間設有社區巴士路線連接，但是班次為每2小時1班。
車站周邊設有許多住宅區，在幹線道路上設有路邊商店和事業所。車站名稱取自都府樓（大宰府政廳蹟），距離車站700米處（步行需約8分鐘）。另外，副站名「令和之里」是取自元號『令和』的坂本八幡宮。
- 太宰府市立水城小學 - 北方約300米
- 太宰府市立學業院中學（日语：太宰府市立学業院中学校） - 東北方約400米
- 筑陽學園中學·高等學校（日语：筑陽学園中学校・高等学校） - 東方約900米
- 水城郵局 - 北方約300米
- 水城醫院 - 站前
- 太宰府消防署 - 北方約200米
- 日本通運福岡研究所
- JR都府樓南站 - 南方約800米
- Free Market ACB太宰府店 - 北方約400米
- 大宰府政廳蹟 - 東北偏東方約700米。　乘坐真秀場號■5：北谷循環，□沒有編號：前往內山，於「大宰府政廳蹟」下車。
- 學校院蹟 （页面存档备份，存于） - 大宰府政廳蹟東邊約100米。
- 觀世音寺（日语：観世音寺） - 學校院蹟東邊約100米。　乘坐真秀場號■5：北谷循環，□沒有編號：前往內山，於「觀世音寺」下車。
- 戒壇院（日语：戒壇院） - 觀世音寺旁。
- 筑前國分寺蹟 - 北方約1公里。　乘坐真秀場號■4：國分循環，於「筑前国分寺」下車。
- 坂本八幡宮（日语：坂本八幡宮）

## 巴士路線
西鐵巴士（路線資料截至2013年3月16日）
在久留米、大牟田方向（下行線）車站大樓旁的國道3號上出發。
■ 400　博多站 - 吳服町 - 水城 - 都府樓前站 - 筑陽學園前 - 筑紫野市（不進入市中心） - 筑前町 - 朝倉市（甘木營業所）
太宰府市社區巴士「真秀場號」（路線資料截至2013年3月16日） 
在福岡（天神）方向（上行線）車站大樓旁的迴旋路出發。
■ 1：大佐野循環　都府樓前站→大佐野→吉松→都府樓前站
■ 2：吉松循環　都府樓前站→吉松→大佐野→都府樓前站
■ 3：水城循環　都府樓前站→水城→國分→都府樓前站
■ 4：國分循環　都府樓前站→國分→水城→都府樓前站
■ 5：北谷循環　都府樓前站→關屋→太宰府市政廳→西鐵五條站→太宰府站→北谷
■ 6：都府樓循環　都府樓前站→都府樓團地→JR都府樓南站
□沒有編號：前往內山　都府樓前站→關屋→太宰府市政廳→太宰府站→內山（竈門神社前、寶滿山登山口）（早上繁忙時間行走）
□沒有編號：前往內山　都府樓前站→關屋→太宰府市政廳→IkiIki情報中心→五條駅→太宰府站→內山（竈門神社前、寶滿山登山口）
□沒有編號：前往內山　都府樓前站→通古賀→太宰府市政廳→IkiIki情報中心→西鐵五條站→太宰府站→內山（竈門神社前、寶滿山登山口）

## 相鄰車站
西日本鐵道
■天神大牟田線
■特急、■急行
通過
■普通
下大利（T11）－都府樓前（T12）－西鐵二日市（T13）

## 注腳
1. 1 2   (PDF) (新闻稿). 西日本鉄道. 2019-10-10  [2020-11-08]. （原始内容 (PDF)存档于2020-11-08） （日语）.
2. 1 2   (PDF). 西日本鐵道. 2017-01-24  [2017年3月20日]. （原始内容存档 (PDF)于2020-07-28） （日语）.
3. ↑  . 西日本鉄道株式会社.   [2021-01-14]. （原始内容存档于2021-01-29） （日语）.
4. ↑  福岡市統計書 （運輸・通信） 私鐵各站上下車人次
5. ↑  太宰府データ集2018（統計グラフ） （页面存档备份，存于）（日語）-太宰府市　2020年10月15日參閲覧

## 外部連結
- 都府樓前站（西鐵沿線web） （页面存档备份，存于）（日語）